# Зареченский сельсовет (Оренбургская область)
Зареченский сельсовет — сельское поселение в Тоцком районе Оренбургской области Российской Федерации.
Административный центр — село Тоцкое Второе.

## История
Статус и границы сельского поселения установлены Законом Оренбургской области от 2 сентября 2004 года № 1424/211-III-ОЗ «О наделении муниципальных образований Оренбургской области статусом муниципального района, городского округа, городского поселения, установлении и изменении границ муниципальных образований».

## Население
| 2010    | 2012    | 2013    | 2014    | 2015    | 2016    | 2017    |
| ------- | ------- | ------- | ------- | ------- | ------- | ------- |
| 13 197  | ↘12 871 | ↗13 193 | ↘13 182 | ↘13 080 | ↗13 418 | ↗13 840 |
| 2018    | 2019    | 2020    | 2021    |         |         |         |
| ↗14 188 | ↗14 362 | ↗14 412 | ↘12 825 |         |         |         |

## Состав сельского поселения
| № | Населённый пункт | Тип населённого пункта       | Население |
| - | ---------------- | ---------------------------- | --------- |
| 1 | Тоцкое Второе    | село, административный центр | ↘12 825   |